# فرانك كولينز (لاعب كريكت)
فرانك كولينز (3 فبراير 1903 في المملكة المتحدة - 24 يوليو 1988) (بالإنجليزية: Frank Collins)‏ هو لاعب كريكت بريطاني وبريطاني (وحمل سابقاً جنسية المملكة المتحدة لبريطانيا العظمى وأيرلندا). لعب مع نادي مقاطعة ساسكس للكركيت ‏.

## وصلات خارجية
- فرانك كولينز على موقع إي آس بي آن كريك إنفو (الإنجليزية)